# Pokémon negro 2 y Pokémon blanco 2
Pokémon Edición Negra 2 y Blanca 2 son dos videojuegos de rol pertenecientes a la quinta generación de la franquicia de Pokémon, desarrollados por Game Freak y publicados por Nintendo y The Pokémon Company para Nintendo DS. Son las continuaciones directas de Negro y Blanco y las primeras secuelas de la saga. Llegaron al mercado en Japón en junio de 2012, con un lanzamiento mundial posterior en octubre del mismo año. Ambos títulos reportaron dos millones de copias vendidas de forma conjunta en las dos primeras semanas de su salida; hasta enero de 2019, cosecharon un total de 8 520 000 de unidades comercializadas.
Al igual que en juegos anteriores de la saga, la trama sigue el viaje de un entrenador Pokémon que busca conseguir el título de Campeón en la Liga de la región de Unova (Teselia en España). Siguiendo 2 años después de los eventos de Blanco y Negro, el protagonista frustra de nuevo los planes del Equipo Plasma, organización criminal que quería dominar el mundo gracias al poder del legendario Kyurem combinado con Zekrom o Reshiram —en la versión Negro 2 y Blanco 2, respectivamente—. El sistema de juego mantiene los combates por turnos típicos de la franquicia, así como la captura de Pokémon con el objetivo de completar la Pokédex. Ambas entregas contaron con casi trescientas criaturas regionales disponibles —el mayor elenco hasta ese momento— y añadieron nuevos personajes, ciudades, rutas y contenido secundario respecto a sus predecesores, aun ambientándose en la misma región.
No se lanzó un juego de «Pokémon Edición Gris» debido a que el título choca con el tema de los puntos opuestos de las ediciones Blanca y Negra, y para sorprender a los jugadores que esperaban que siguieran el mismo patrón de nombres que los títulos anteriores (como Cristal o Esmeralda). De acuerdo al agregador de reseñas Metacritic, recibieron críticas generalmente positivas de la prensa especializada: en tanto que elogiaron las novedades y los cambios respecto a sus precuelas, señalaron su falta de innovación.

## Historia

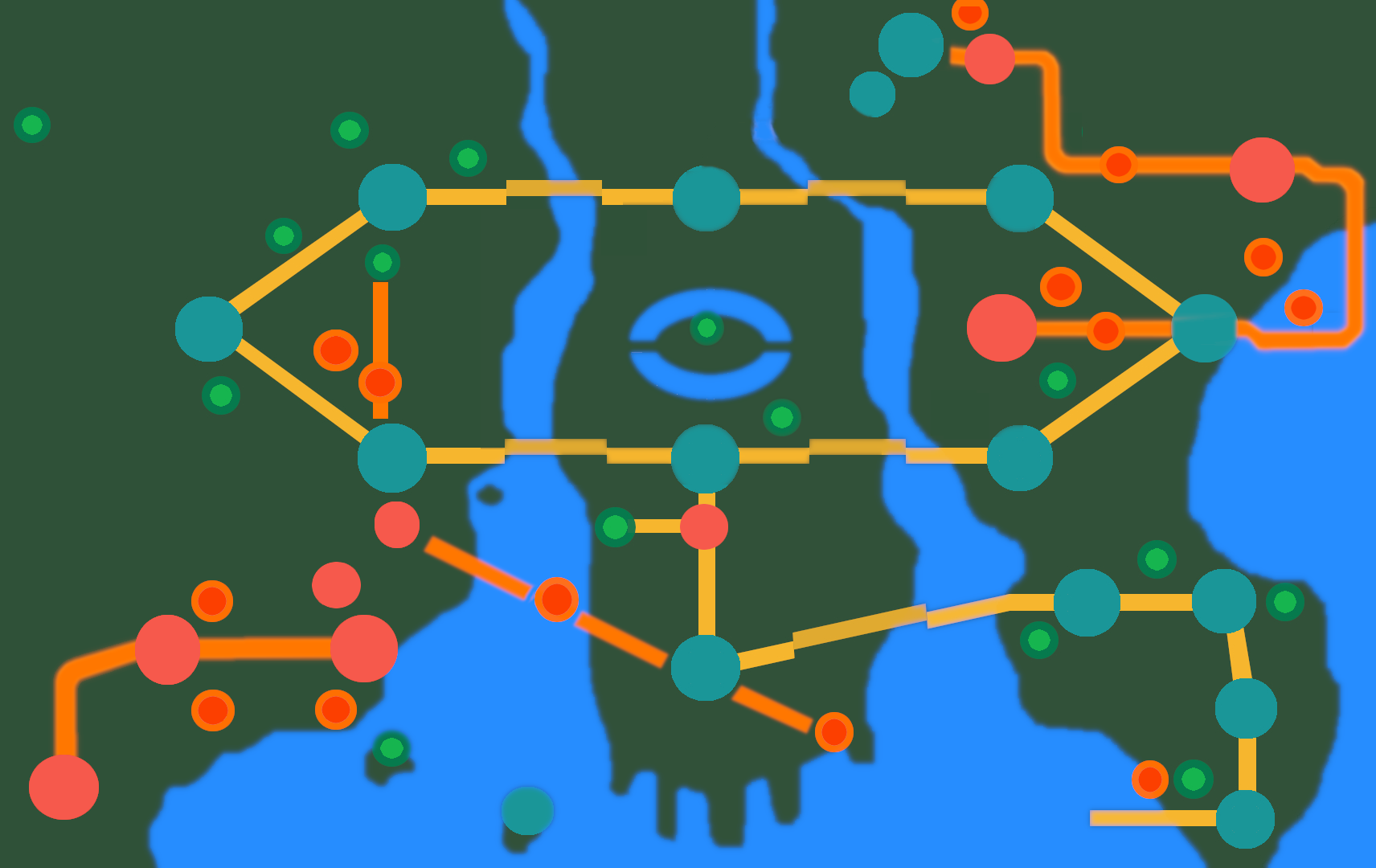
Mapa de Teselia en Pokémon Negro 2 y Blanco 2. Las áreas mostradas en rojo son las añadidas en estos juegos.

Estos videojuegos no son una reedición de Pokémon Edición Negra y Pokémon Edición Blanca como pasó con entregas anteriores de generaciones pasadas, sino que son una secuela y tienen una nueva trama que transcurre en la misma región pero 2 años después, con personajes nuevos. La historia principalmente aparece descrita en el sitio oficial de pokémon como:

Tu aventura transcurre en la región de Teselia dos años después de los eventos que tuvieron lugar en Pokémon Edición Negra y Pokémon Edición Blanca. Ciudad Engobe, en el extremo suroeste de Teselia, es el punto de partida de tu aventura. En Teselia, que ahora cuenta con nuevos lugares por descubrir, han cambiado muchas cosas. Además, muchos de los personajes a los que conociste en Pokémon Edición Negra y Pokémon Edición Blanca ahora desempeñan papeles completamente distintos cuando te encuentras con ellos. 

Pon toda la carne en el asador para desvelar el misterio de Kyurem Negro o de Kyurem Blanco, oculto en algún rincón de la región de Teselia. No se sabe mucho de este enigmático Pokémon, salvo que es de tipo Dragón y Hielo, y que conoce un devastador movimiento de tipo Hielo... ¡más potente, incluso, que los movimientos Rayo Fusión de Zekrom o Llama Fusión de Reshiram!
Sitio web oficial de Pokémon

## Sistema de juego

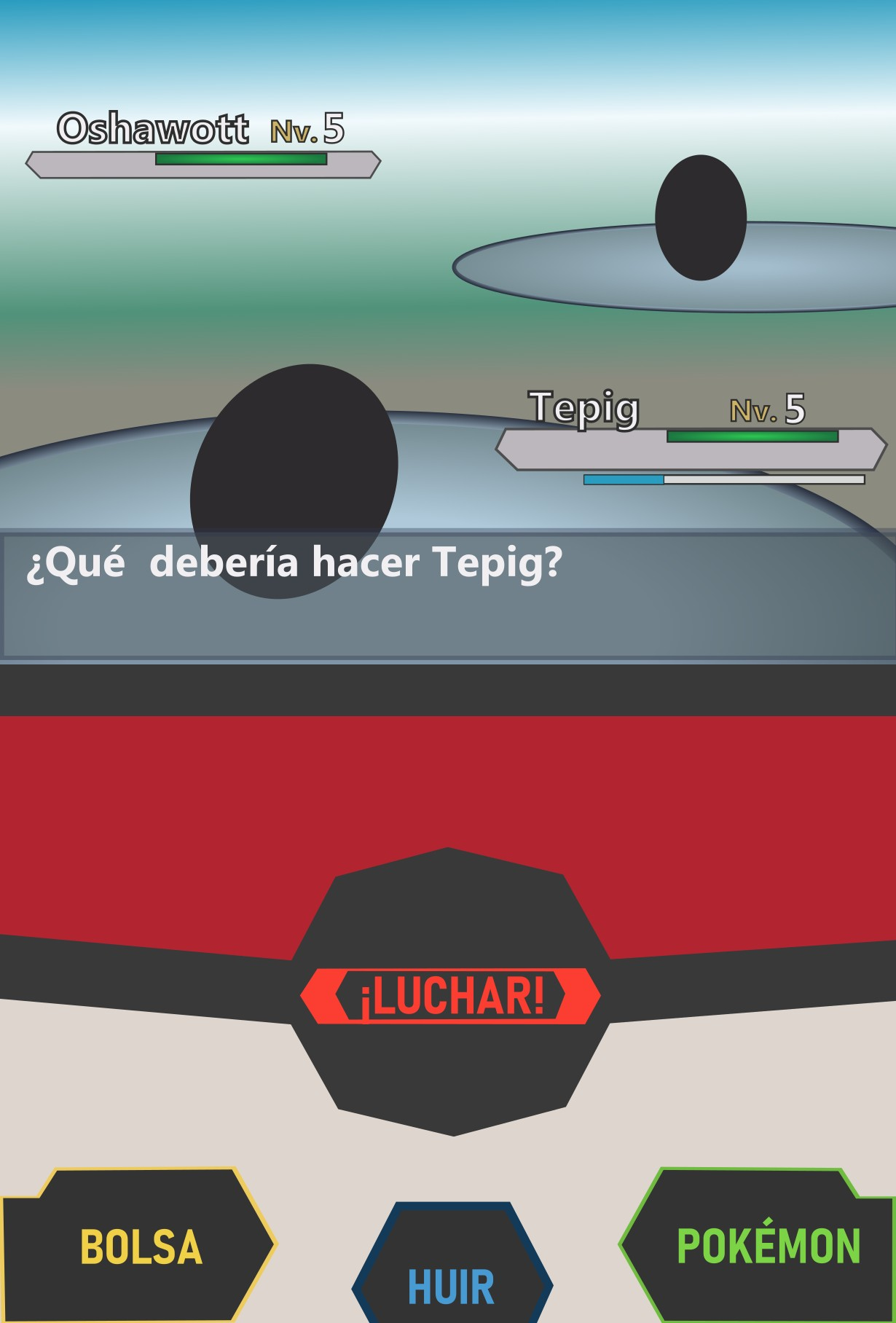
La pantalla de batalla de Pokemon Negro 2 y Blanco 2. Al ganar el combate, los Pokémon empleados ganarán puntos de experiencia y subirán de nivel, lo que puede desembocar en que «evolucionen» —es decir, cambian de forma y mejoran sus estadísticas—.

Al igual que las entregas anteriores, Pokémon Negro 2 y Blanco 2 consisten en dos mecánicas principales, típicas de los juegos de rol: la exploración del mundo y las batallas. En la primera, el usuario controla a su avatar desde un plano picado, puede interactuar con personajes no jugables y buscar objetos y Pokémon. Al participar en una batalla, la vista cambia a la pantalla del combate donde aparecen el Pokémon del jugador y el del adversario, así como diversas opciones. Para conseguir la victoria, debe reducir los puntos de salud del oponente a cero con los «movimientos» de su Pokémon en cada turno. Los movimientos tienen diferentes propósitos, como atacar, mejorar y debilitar atributos o infligir efectos de estado.
Ambos títulos se desarrollan dos años después de los sucesos de Negro y Blanco, y gran parte de los eventos iniciales de la trama tienen lugar en nuevas ubicaciones en el lado occidental de la región de Unova. Estas nuevas localizaciones también presentan varios Pokémon que anteriormente no estaban disponibles en sus precuelas, lo que suma un total de trescientos Pokémon únicos y distintas generaciones disponibles desde el comienzo del juego.
Negro 2 y Blanco 2 también son compatibles con un juego descargable para Nintendo 3DS, RAdar Pokémon (Pokémon Dream Radar en inglés). Este introduce formas alternativas para los Pokémon legendarios Tornadus, Thundurus y Landorus, que pueden transferirse a las entregas principales después de que el usuario los capture en RAdar Pokémon. Además, Pokémon Dream World hizo un regreso de Negro y Blanco, sin embargo, fue cerrado el 14 de enero de 2014, junto con todos los demás servicios en línea para las entregas de quinta generación.

## Novedades
- El videojuego se desarrolla en Teselia, y se sitúa 2 años después que en Pokémon Negro y Pokémon Blanco. Muchos lugares han cambiado, como la ruta 4, que ahora tiene edificios. Aunque la Ruta 4 es distinta entre ambas versiones. Mientras en Pokémon Negro 2 las construcciones están terminadas, viéndose una bella avenida, en Pokémon Blanco 2 la construcción fue detenida por el descubrimiento de las ruinas del castillo ancestral.
- El faro de Ciudad Fayenza ha desaparecido y han aparecido cráteres. Además, lo mismo pasa con la Gruta Superación que desaparece, la zona de obras y los Almacenes Frigoríficos tampoco están. También la Zona Nexo ha cambiado, hay una misión exclusiva en la Zona Nexo diferente para cada versión.
- Se muestran nuevas áreas, como por ejemplo la Ciudad Engobe, donde comenzará el viaje de los protagonistas, situado esta vez en el extremo suroeste de Teselia, primera ciudad inicial en los videojuegos. Además hay nuevas ciudades como Ciudad Hormigón. También se revelan algunos líderes de gimnasio nuevos: Hiedra, (Roxie en la versión inglesa) que está especializada en el tipo veneno y Ciprián (Marlon en la versión inglesa), del tipo agua. Los protagonistas son diferentes y también hay un nuevo rival masculino. Además, hay un nuevo investigador llamado Acromo (Colress en la versión inglesa). Además se agregaron las rutas 19, 20, 21, 22 y 23.
- La Pokédex regional de Teselia se ha expandido y se pueden observar entradas con Pokémon situados por encima del número 250 y que incluyen Pokémon de regiones anteriores, como Psyduck con el número 028, Riolu en el 033 y Metagross en el 254, cosa que ya pasaba en Pokémon Diamante y Perla y Pokémon Platino.
- En cuanto a los aspectos gráficos: La Pokédex cambia levemente en apariencia. Las barras de vida en el combate cambian su diseño siendo color Negro con Blanco/Blanco con Negro (dependiendo de la edición). Los sprites de combate en los Pokémon también cambian, mostrando movimientos diferentes a Pokémon Negro y Blanco (como por ejemplo, en el sprite, Oshawott hace un movimiento con su vieira). La animación de los personajes parece tener una mayor movilidad con respecto a Pokémon Negro y Blanco, mientras que la animación de los movimientos aparentemente también cambia.
- Cheren es un nuevo líder de gimnasio especializado en el tipo normal, sustituyendo a Aloe, mientras que Bel es la asistente de la profesora Encina, quien le entrega al jugador el Pokémon inicial.
- Un nuevo sitio de batallas está abierto en Ciudad Fayenza, se trata del Pokémon World Tournament, un lugar donde se reúnen grandes entrenadores de la historia Pokémon para desafiarte. Ten un encuentro con los líderes de gimnasio y los campeones de las regiones de Kanto, Johto, Hoenn, Sinnoh y hasta la misma Teselia. Y, además, podrás combatir contra entrenadores especiales que se pueden recibir a través de la Conexión Wi-Fi de Nintendo.
- También hay un nuevo lugar llamado Estudios Cinematográficos Pokéwood (PokéStar Studios en la versión estadounidense) que representa la industria del cine. En él se rodarán escenas como si de una película se tratara.
- Se realizarán eventos para obtener a Keldeo y Meloetta.
- La estatua de Pikachu de Ciudad Mayólica ahora tiene un Pichu junto a él. Además se agrega una estatua de Audino.
- Habrá un nuevo pueblo llamado Pueblo Ocre. Cerca de este nuevo pueblo, en un bosque llamado Arboleda Promesa (también nuevo), es donde Keldeo podrá cambiar a su forma brío.
- Hay un nuevo lugar, la "Galería Unión". Es una avenida que inicialmente estará vacía, pero que se irá llenando de tiendas a medida que nos conectemos con otros jugadores, ya sea por conexión Wi-Fi o por conexión inalámbrica local.[19] Ésta divide la ruta 4 de Ciudad Mayólica. Hay objetos exclusivos para cada edición del juego en las tiendas de la Galería Unión.
- Reaparece el Equipo Plasma, que no ha dejado de lado sus planes para dominar el mundo. Sin embargo, se ha dividido en dos grupos, unos usando la misma indumentaria que los de Pokémon Negro y Blanco y otros usando un nuevo traje de color negro.
- Se incluye un sistema de insignias, con hasta 200 insignias diferentes que se pueden conseguir, realizando diferentes tareas en el videojuego, como capturar un cierto número de Pokémon. Las insignias se dividen en 5 categorías. A medida que el jugador vaya consiguiendo insignias, este recibirá un rango acorde con la cantidad de insignias conseguidas. El jugador puede seleccionar una de las insignias conseguidas para que se muestre en su tarjeta de entrenador.[20]
- Se incorporan 2 minijuegos al videomisor. Uno de ellos consiste en capturar globos con la cara de nuestro personaje sin tocar los de los demás, y otro debes tocar dos botones de la pantalla táctil siguiendo el ritmo de la pantalla superior y evitar que explote.
- El rival se llama Matís (aunque también se podrá cambiar su nombre como en versiones anteriores), la protagonista femenina Nanci y el masculino Rizzo.
- Iris pasa a ser la nueva campeona.
- Los líderes de gimnasio son: Cheren, Hiedra, Camus, Camila, Yakón, Gerania, Lirio y Ciprián.
- Los miembros del Alto Mando son: Anís, Aza, Catleya y Lotto.
- El diseño de los gimnasios que se vieron en Pokémon Negro y Pokémon Blanco cambia.
- Dos nuevos lugares de batalla: El Rascacielos Negro (Ciudad Negra) y el Cavernogal Blanco (Bosque Blanco). Ofrecen un sinfín de batallas con entrenadores fuertes y una nueva posibilidad de registrar algunos Pokémon legendarios en la Pokédex. En el nivel 10 te puedes enfrentar al nieto de Mirto, Guayo.
- Una nueva funcionalidad llamada Nexo Teselia permite cambiar la dificultad del videojuego, intercambiar Ciudad Negra y Bosque Blanco entre versiones, transferir información de los videojuegos Pokémon Negro y Pokémon Blanco y conectarse con el RAdar Pokémon.
- La bolsa tendrá seis bolsillos en lugar de cinco.
- Cambiarán algunos efectos de animación en los movimientos, haciéndolos más realistas como bomba ígnea, v de fuego, envite ígneo, hidropulso, ariete, mundo gélido, etc.

## Pokémon
- Los Pokémon iniciales son Snivy, Tepig y Oshawott.
- El Pokémon legendario que se ve en la carátula de estos dos videojuegos es Kyurem, aunque con dos formas distintas. En Pokémon Edición Negra 2 aparecerá como Kyurem Negro y en Pokémon Edición Blanca 2 como Kyurem Blanco.

## Recepción
Los juegos recibieron críticas generalmente positivas de parte de los críticos desde su lanzamiento. La revista Famitsū le dio a Negro 2 y Blanco 2 una puntuación total de 36/40, una puntuación más baja que las puntuaciones perfectas de sus predecesores. La nota que Famitsū suele entregar a las ediciones superiores de la saga, a pesar de que estas, son una segunda parte. El juego también recibió un 9.6/10 en IGN, alabando los cambios en general hacia sus predecesores. Hacia enero de 2013, Pokémon Negro 2 y Blanco 2 tuvieron ventas combinadas de 7.81 millones de copias mundialmente.
| Predecesor: Pokémon Negro y Blanco | Pokémon Negro 2 y Blanco 2 2012 | Sucesor: Pokémon X e Y |